# Anuria
L'anuria (pronuncia corretta: /aˈnurja/; pronuncia accettabile: /anuˈria/) è un segno clinico che corrisponde alla mancata emissione di urine da parte dell'apparato urinario. Per convenzione, si parla di anuria quando la produzione di urine è inferiore a 100 ml al giorno.

## Diagnosi differenziale
Occorre verificare che la mancata emissione di urina sia da attribuire a mancata produzione renale e non a ritenzione urinaria. In quest'ultimo caso, se l'ostacolo al deflusso urinario si trova a valle della vescica, l'esame obiettivo dell'addome rivela la presenza di un globo vescicale e l'inserimento di un catetere darà esito a una cospicua quantità di urina. In tutti i casi, l'esame ecografico dell'apparato urinario è di fondamentale importanza per distinguere tra le due situazioni.

## Cause
- Riduzione del flusso ematico renale e conseguente abolizione del filtrato glomerulare sono tra le cause dell'anuria e possono essere ricondotte a: collasso del circolo, shock traumatico dovuto a interventi chirurgici o ustioni, emoconcentrazione, danni al tubulo renale, occlusione bilaterale delle arterie renali (o dell'arteria renale in caso di paziente con monorene) e, infine, ostruzione del lume tubulare per presenza di precipitati di emoglobina (in seguito a trasfusione con sangue incongruo) o di mioglobina (nelle sindromi da schiacciamento).
- Abolizione del filtrato glomerulare determinato da glomerulonefriti acute diffuse (glomerulonefrite rapidamente progressiva).
- Processo di inibizione funzionale del rene per ostruzione di un uretere per opera di un calcolo, cistoscopie laboriose, processi peritonitici acuti e traumi addominali.
- Eccessivo riassorbimento tubulare in seguito a tubulonefrosi acute il cui momento patogenetico è la diffusione passiva dell'urina tramite i tubuli contorti necrosati (avvelenamento con sublimato corrosivo) e tubulonefrosi ostruttive per precipitazione di cristalli (avvelenamento con sulfamidici e sindromi iperuricemiche) o di proteine (mieloma, trasfusioni con sangue incongruo, sindromi da schiacciamento definite queste ultime tubulonefrosi cromoproteinuriche per la precipitazione di emoglobina e mioglobina).
- Ostruzione meccanica causata da compressione bilaterale degli ureteri per opera di tumori o cisti addominali o da stenosi bilaterali dei due sbocchi ureterali in vescica.